# Динамо (Чеські Будейовиці)
СК «Дина́мо» Чеські Будейовиці (чеськ. Sportovní klub Dynamo České Budějovice) — чеський футбольний клуб з міста Чеські Будейовиці, заснований 1905 року. Виступає у Першій лізі — вищому дивізіоні чемпіонату Чехії. Домашні матчі приймає на стадіоні «Стшелєцкій остров», місткістю 6 681 глядач.

## Попередні назви
- 1905—1949 — Спортивний клуб «Чеські Будейовиці»;
- 1949—1951 — Спілка фізичного виховання Сокольської Південночеської електростанції «Чеські Будейовиці»;
- 1951—1953 — Спілка фізичного виховання «Славія Чеські Будейовиці»;
- 1953—1958 — Добровільна спортивна організація «Динамо Чеські Будейовиці»;
- 1958—1991 — Спілка фізичного виховання «Динамо Чеські Будейовиці»;
- 1991—1992 — Спортивний клуб «Динамо Чеські Будейовиці»;
- 1992—1999 — Спортивний клуб Південночеської електростанції «Чеські Будейовиці» ;
- 1999—2004 — Спортивний клуб «Чеські Будейовиці»;
- з 2004 — Спортивний клуб «Динамо Чеські Будейовиці».